# Blair
För andra betydelser, se Blair (olika betydelser).
Blair är namn på en skotsk klan och därmed ett efternamn i engelsktalande länder. Den brittiske premiärministern Tony Blair och författaren Eric Blair med författarnamnet George Orwell är två kända personer med namnet. Blair kan också vara ett förnamn för både män och kvinnor. Det ingår i geografiska namn både i Skottland och i andra delar av världen.

## Personer med efternamnet Blair
- Alan Blair (1915–1991), australisk skådespelare verksam i Sverige
- Austin Blair (1818–1894), amerikansk politiker, guvernör i Michigan
- Betsy Blair (1923–2009), amerikansk skådespelare
- Bonnie Blair (född 1964), amerikansk skridskoåkare
- Charles Blair (1909–1978), amerikansk militär och flyghjälte
- Cherie Blair (född 1954), brittisk advokat, hustru  till Tony Blair
- Dennis C. Blair (född 1947), amerikansk amiral
- Edmund Blair Leighton (1852–1922), engelsk målare, prerafaelit
- Eric Blair (1903–1950), brittisk författare känd som George Orwell
- Doug Blair (född 1963), amerikansk gitarrist
- Francis Preston Blair (1791–1876), amerikansk journalist och politiker
- Francis Preston Blair, Jr. (1821–1875), amerikansk politiker och sydstatsgeneral
- Henry W. Blair (1834–1920), amerikansk politiker, republikan, senator för New Hampshire
- Hugh Blair (1718–1800), skotsk präst och estetiker
- James T. Blair (1902–1962), amerikansk politiker, demokrat, guvernör i Missouri
- Janet Blair (1921–2007), amerikansk skådespelare och sångerska
- Linda Blair (född 1959), amerikansk skådespelare
- Mary Blair (1911–1978), amerikansk konstnär som arbetade för Walt Disney
- Montgomery Blair (1813–1883), amerikansk politiker, rådgivare till Abraham Lincoln
- Robert Blair (1699–1746), skotsk präst och diktare
- Selma Blair (född 1972), amerikansk skådespelare
- Tony Blair (född 1953), brittisk politiker, labour, premiärminister 1997–2007

### Regeringar i Storbritannien med Tony Blair som premiärminister
- Regeringen Blair I, 1997–2001
- Regeringen Blair II, 2001–2005
- Regeringen Blair III, 2005–2007